# Gerolamo Quadrio
Gerolamo Quadrio (* 4. Dezember 1625 in Mailand; † 4. Juni 1679 ebendort) war ein schweizerisch-italienischer Architekt.
Gerolamo war der Sohn von Giovanni Battista und Clara Vezoli und entstammte einer Familie von Dekorateuren und Architekten aus Lugano. Er war ein Schüler von Carlo Buzzi und wurde 1649 in das Collegio degli ingegneri e architetti in Mailand aufgenommen. 1654 heiratete er Prassede Rho, mit der er sechs Kinder hatte, von denen zwei, Giovanni Battista und Giuseppe Maria, seine Arbeit fortsetzten. Gerolamo arbeitete hauptsächlich in Mailand, wo er nach dem Tod von Buzzi dessen Nachfolger als Chefarchitekt der Fabbrica del Duomo war. 
Zu seinen Werken gehören der Glockenturm der Basilika anto Stefano Maggiore, das Innere von San Nicolao in Mailand, die Villa Mirabello in Monza, die ihm zugeschriebene Kuppel von Santa Maria alla Porta, die Basilika San Martino in Alzano Lombardo, die Kirche San Giuseppe in Luino, die Arese-Kapelle in der Kirche San Vittore al Corpo in Mailand und der Wiederaufbau der inzwischen abgerissenen Kirche San Michele al Gallo. Die römische Universität La Sapienza schrieb Quadrio kürzlich auch den Entwurf der bedeutenden Stiftskirche San Giovanni Battista in Morbegno zu. Das letztgenannte Projekt gilt als Urbild der österreichischen Sakralarchitektur des 18. Jahrhunderts.